# Togolândia britânica

Togolândia britânica mostrada em verde-pálido

A Togolândia britânica foi um mandato da Liga das Nações Classe B na África, formado pela divisão do protetorado alemão da Togolândia em Togolândia francesa e Togolândia britânica. 
O território britânico de Togolândia foi formado primeiramente após uma divisão da Togolândia em 27 de dezembro de 1916, durante a Primeira Guerra Mundial. As forças britânicas e francesas então ocuparam a Togolândia. Depois da guerra, em 20 de julho de 1922, a Liga das Nações cedeu o seu mandato para transferir o controle formal da Togolândia britânica ao Reino Unido.
Após a Segunda Guerra Mundial, o mandato tornou-se um território sob tutela das Nações Unidas administrado pelo Reino Unido. Durante o mandato e os períodos de tutela, a Togolândia britânica foi administrada como parte do território adjacente da Costa do Ouro, sob o nome de Trans-Volta Togo.
Em 1954, o governo britânico informou a ONU, que seria incapaz de administrar o território após a independência de Gana. Em resposta, em dezembro de 1955, a Assembleia Geral da ONU aprovou uma resolução recomendando ao governo britânico realizar um plebiscito sobre o futuro da Togolândia britânica. Em 9 de maio de 1956, esta eleição foi realizada sob supervisão da ONU e a maioria dos eleitores optaram pela integração formal em uma nação independente, a Costa do Ouro. Em 13 de dezembro de 1956, essa unificação foi posta em prática, criando uma entidade única que se tornou a nova nação independente de Gana, em 6 de março do ano seguinte.